# Чоллань, Сильвестр
Сильвестр Чоллань (венг. Csollány Szilveszter, 13 апреля 1970, Шопрон — 24 января 2022) — венгерский гимнаст, чемпион Олимпийских игр 2000 года в выступлениях на кольцах.

## Карьера
Чоллань начал свои выступления в 1988 году на кольцах. Выигрывал четырежды чемпионат Венгрии в командном первенстве (1988, 1989, 1991 и 1992), 11 раз лично побеждал (8 раз становился чемпионом на кольцах, дважды на коне и один раз на перекладине), обладатель ряда серебряных и бронзовых медалей на других снарядах. На международном уровне выигрывал чемпионат мира в 1998 году в Петербурге на кольцах, чемпионат Европы в 2002 году в Дебрецене на кольцах; трижды участвовал в Олимпийских играх. В 1996 году в Атланте Чоллань взял серебряную медаль на кольцах, а в 2000 году на тех же кольцах стал чемпионом: благодаря своему титулу олимпийского чемпиона Чоллань стал спортсменом 2000 года в Венгрии.
В 2003 году Чоллань завершил карьеру спортсмена и стал тренером. В 2011—2013 годах проживал в исландском городе Сельтьяднарнес, где руководил местным спортивным клубом «Гротта». С 2010 года его имя носит гимнастическая школа в Пече.
В декабре 2021 года заразился COVID-19, умер 24 января 2022 года в возрасте 51 года. Похоронен в своем родном городе Шопрон.